# FK Slovan Levice
FK Slovan Levice là một câu lạc bộ bóng đá Slovakia, đến từ thị trấn Levice. Câu lạc bộ được thành lập năm 1959.